# John Abercrombie (General)

John Abercrombie

Hon. Sir John Abercrombie GCB (auch Abercromby; * 2. April 1772; † 14. Februar 1817) war ein britischer General und Befehlshaber der Landungstruppen auf Mauritius während des Mauritiusfeldzuges im November 1810.

## Frühe Jahre
Er war der zweite Sohn des Generals Sir Ralph Abercromby (1734–1801). Seine Mutter Mary Anne (geborene Menzies, † 1821) wurde kurz nach dem Tod seines Vaters 1801 zur Baroness Abercromby erhoben.
Er trat 1786 als Ensign in das 75th Highland Regiment, das von seinem Onkel Robert Abercromby wurde, in die Britischen Armee ein. 1787 wurde er Lieutenant, 1792 Captain. Seinem Vater diente er als Adjutant in den Feldzügen in Flandern (1793–1794), in der Karibik (1796–1797), Irland (1798) und in Holland (1799). 1800 wurde er Colonel und kämpfte 1801 in Ägypten gegen französische Truppen.

## Dienst nach 1803
Bei Kriegsausbruch 1803 befand er sich auf einer Reise durch Frankreich und wurde interniert. In Gefangenschaft wurde er 1805 zum Major-General befördert, dann 1808 ausgetauscht.
1809 wurde er als Oberbefehlshaber für Bombay nach Indien geschickt. 1810 geriet er auf der HMS Ceylon für wenige Stunden in französische Gefangenschaft, aus der ihn Josias Rowley mit der HMS Boadicea befreite. Er kommandierte die Landungstruppen auf Mauritius, bevor er 1811 nach Bombay zurückkehrte. 1812 wurde er Oberbefehlshaber in Madras und Lieutenant-General. 1813 wegen Krankheit abberufen, kehrte er nach Großbritannien zurück und wurde als Knight Companion des Bath-Orden geadelt, 1815 dann zum Knight Grand Cross dieses Ordens erhoben. 1817 starb er in Marseille in der Hoffnung, das Mittelmeerklima könne seine angeschlagene Gesundheit unterstützen.